# Мунтень (Молдова)
Мунтень (рум. Munteni) — село в Молдові в Чимішлійському районі. Входить до складу комуни, центром якої є село Ліповень.